# Promiscuidad
La promiscuidad es la práctica de relaciones sexuales con varias parejas o grupos sexuales, o ser indiscriminado en la elección de parejas sexuales. Un ejemplo común de comportamiento visto como promiscuo por muchas culturas es la aventura de una noche, y los investigadores utilizan su frecuencia como un marcador de promiscuidad.
En efecto el comportamiento  sexual que se considera promiscuo varía entre culturas, al igual que la prevalencia de la promiscuidad. A menudo se aplican diferentes estándares a diferentes géneros y estatutos civiles. Un estudio científico publicado en 2005 encontró que tanto los hombres como las mujeres promiscuos son propensos al juicio moral despectivo y discriminatorio a nivel social. Para la Organización Mundial de la Salud (OMS), un individuo es promiscuo para estudios académicos, científicos y análisis estadísticos, cuando tiene relaciones sexuales con más de dos personas en un periodo inferior a seis meses, sin una carga de moral sexual de por medio para estos fines.
La promiscuidad es común en muchas especies animales. Algunas especies tienen sistemas de apareamiento promiscuos, que van desde la poliandria y la poliginia hasta sistemas de apareamiento sin relaciones estables donde el apareamiento entre dos individuos es un evento único. Muchas especies forman vínculos de pareja estables, pero aún se aparean con otros individuos fuera de la pareja. En biología, los incidentes de promiscuidad en especies que forman vínculos de pareja se suelen llamar cópulas extrapares.
La definición de qué comportamiento sexual se considera promiscuo y cuál no lo es no depende de la cultura y de la época sino que debe atenerse a las definiciones dadas sin juicios de valor de las diferentes culturas. Promiscuidad y promiscuo se han venido utilizando, en algunas ocasiones en sentido despectivo para calificar como negativo (descalificar) el comportamiento sexual de otras personas; en otras, una gran cantidad de personas se definían, y se definen así, ufanándose del término. Esta forma se suele utilizar para definir claramente la actividad sexual de ciertas personas. Es por ello que ambos términos no se utilizan en los estudios científicos de la sexualidad humana ni tampoco en la educación sexual.

## Definiciones
En el Diccionario de la lengua española, editado por la Real Academia Española, se define como: Relación sexual poco estable con distintas personas. En el Diccionario del español de México, como el «intercambio sexual con muchas personas».

## Motivaciones
Es difícil evaluar con precisión el comportamiento sexual de las personas, ya que se producen fuertes motivaciones sociales y personales, según las sanciones y los tabúes sociales, para minimizar o exagerar la actividad sexual denunciada.
Los experimentos estadounidenses de 1978 y 1982 encontraron que la gran mayoría de los hombres estaban dispuestos a tener relaciones sexuales con mujeres que no conocían, de atractivo promedio, que las propusieron. Ninguna mujer, por el contrario, estuvo de acuerdo con tales proposiciones de hombres de atractivo promedio. Si bien los hombres en general se sintieron cómodos con las solicitudes, independientemente de su voluntad, las mujeres respondieron con sorpresa y disgusto.
El número de parejas sexuales que las personas han tenido a lo largo de su vida varía mucho dentro de una población. Una encuesta nacional de 2007 en los Estados Unidos encontró que el número medio de parejas sexuales femeninas informadas por los hombres era siete y la cantidad media de parejas masculinas informadas por las mujeres era cuatro. Los hombres posiblemente exageraron el número de parejas informado, las mujeres informaron un número menor que el número real, o una minoría de mujeres tenía un número suficientemente mayor que la mayoría de las otras mujeres para crear una media significativamente más alta que la mediana, o todo lo anterior. Aproximadamente el 29% de los hombres y el 9% de las mujeres informaron haber tenido más de 15 parejas sexuales en su vida. Estudios sobre la propagación de enfermedades de transmisión sexual demuestran consistentemente que un pequeño porcentaje de la población estudiada tiene más parejas que el hombre o la mujer promedio, y un número menor de personas tiene menos que el promedio estadístico. Una cuestión importante en la epidemiología de las infecciones de transmisión sexual es si estos grupos copulan mayoritariamente al azar con parejas sexuales de toda la población o dentro de sus grupos sociales.
Una revisión sistemática de 2006 que analizó datos de 59 países en todo el mundo no encontró asociación entre las tendencias regionales de comportamiento sexual, como el número de parejas sexuales y el estado de salud sexual. Los factores socioeconómicos como la pobreza y la movilidad son mucho más predictivos del estado de salud sexual. Otros estudios han sugerido que las personas con múltiples parejas sexuales ocasionales tienen más probabilidades de ser diagnosticadas con infecciones de transmisión sexual.
La promiscuidad en la mayoría de las veces es patológica. En pocas ocasiones se encuentran tipos de promiscuidades sin ningún tipo de trastorno mental aparentes, aunque quizás se podrían encontrar inconsistencias en su personalidad y su formación en el apego en los primeros años de vida. La teoría del apego de la psicología puede brindar explicaciones en este punto.
La promiscuidad severa e impulsiva, junto con un impulso compulsivo de tener relaciones sexuales ilícitas con personas vinculadas, es un síntoma común del trastorno límite de la personalidad, el trastorno histriónico de la personalidad, el trastorno narcisista de la personalidad y el trastorno antisocial de la personalidad pero la mayoría de las personas promiscuas no tienen estos trastornos.
La persona promiscua busca algo que la llene. Como el adicto busca llenar la depresión con drogas, el promiscuo busca llenar la depresión con encuentros sexuales. La persona promiscua se encuentra dañada psicológicamente, busca llenar el vacío existencial que no lo encuentra con algo más. Cada vez que conoce una persona nueva logra alejarse de su realidad por unos momentos, minutos, horas o días. Las personas con las que el promiscuo está sexual o afectivamente son utilizadas como analgésico. Mientras consume el analgésico la persona se encuentra aliviada.
Nótese que la promiscuidad no es solamente de índole sexual, sino que muchas veces se encuentra acompañada de la promiscuidad emocional. 
La promiscuidad es más que estar con muchos encuentros sexuales con personas distintas en un periodo breve de tiempo. La promiscuidad tiene un fondo psicológico, el cual se encuentra afectado al desarrollo de la personalidad y el establecimientos de los lazos sentimentales previos.

## Estudios transculturales
En 2008, un estudio universitario estadounidense sobre la promiscuidad internacional encontró que los finlandeses han tenido el mayor número de parejas sexuales en el mundo industrializado, y los británicos tienen el mayor número entre las grandes naciones industriales occidentales. El estudio midió las aventuras de una noche, las actitudes hacia el sexo casual y el número de parejas sexuales.
 Una encuesta nacional de 2014 en el Reino Unido nombró a Liverpool como la ciudad más promiscua del país.
La posición de Gran Bretaña en el índice internacional «puede estar vinculada a una creciente aceptación social de la promiscuidad entre mujeres y hombres». La clasificación de Gran Bretaña se «atribuyó a factores como el declive de los escrúpulos religiosos sobre las relaciones sexuales extramatrimoniales, el crecimiento de la igualdad salarial y de derechos para las mujeres y una cultura popular altamente sexualizada».
Los 10 países de la OCDE con una población de más de 10 millones en el índice de promiscuidad del estudio, en orden descendente, fueron el Reino Unido, Alemania, los Países Bajos, la República Checa, Australia, los Estados Unidos, Francia, Turquía, México, y Canadá.
Una encuesta no científica realizada en 2007 por el fabricante de condones Durex midió la promiscuidad de un número total de parejas sexuales. La encuesta encontró que los hombres austriacos tenían el mayor número de parejas sexuales de hombres a nivel mundial con 29,3 parejas sexuales en promedio. Las mujeres de Nueva Zelanda tenían el mayor número de parejas sexuales de mujeres en el mundo con un promedio de 20,4 parejas sexuales. En todos los países encuestados, excepto Nueva Zelanda, los hombres informaron más parejas sexuales que las mujeres.
Los datos pueden diferir drásticamente entre los estudios debido al pequeño número de personas que participan. Un estudio financiado por Durex, publicado en 2009 (recopilado en 2006) muestra que en todos los condados encuestados, excepto Nueva Zelanda, los hombres informaron tener menos parejas sexuales que las mujeres. En este caso, las mujeres de Nueva Zelanda fueron el único país que reportó un número promedio de parejas más bajo que los hombres.
Una revisión encontró que las personas de los países occidentales desarrollados tenían más parejas sexuales que las personas de los países en desarrollo en general, mientras que la tasa de ITS era más alta en los países en desarrollo.
Según la Encuesta mundial sobre sexo de 2005 de Durex, las personas han tenido un promedio de nueve parejas sexuales, la mayoría en Turquía (14,5) y Australia (13,3), y la menor cantidad en India (3) y China (3,1).
En muchos casos, la población de cada país que participa es de aproximadamente 1000 personas y puede equivaler a menos del 0,0003% de la población, por ejemplo, la encuesta de 2017 de 42 naciones encuestadas solo 33,000 personas. En India, se recopilaron datos de menos del 0,000001% de la población total en ese momento.

## Promiscuidad masculina

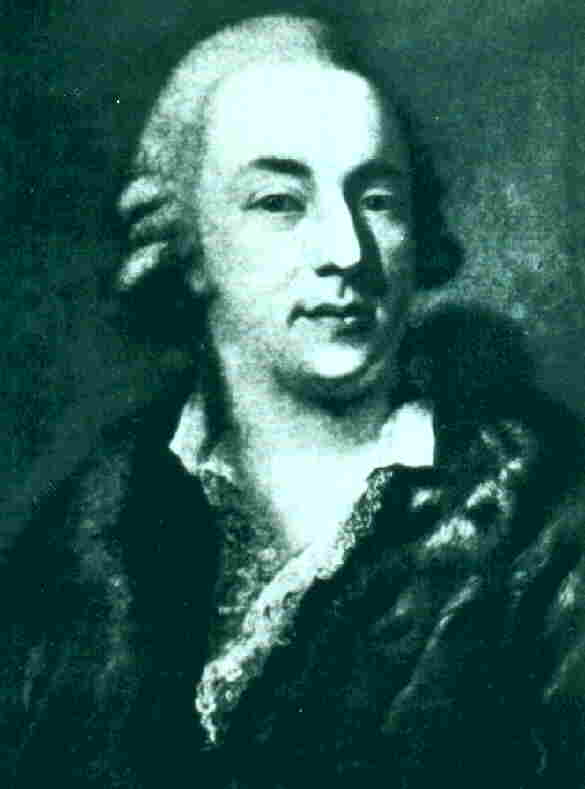
Giacomo Casanova era famoso por su promiscuidad.

### Hombres heterosexuales (heterosexualidad)
Un estudio de 1994 en los Estados Unidos, que analizó la cantidad de parejas sexuales a lo largo de la vida, encontró que el 20% de los hombres heterosexuales tenían una pareja, el 55% tenía de dos a 20 parejas y el 25% tenía más de 20 parejas sexuales. Estudios más recientes han informado cifras similares.
En el Reino Unido, un estudio representativo a nivel nacional en 2013 encontró que el 33,9% de los hombres heterosexuales tenían 10 o más parejas sexuales de por vida. Entre los hombres entre 45 y 54 años, el 43,1% informó tener 10 o más parejas sexuales.
Los hombres heterosexuales promiscuos se les hace llamar mujeriegos.

### Hombres homosexuales
El número de parejas sexuales entre hombres homosexuales y hombres heterosexuales es similar. Un extenso estudio de 1994 encontró que la diferencia en el número medio de parejas sexuales entre hombres homosexuales y heterosexuales «no parecía muy grande».
Los datos de la Encuesta Social General indican que la distribución del número de parejas entre hombres homosexuales y heterosexuales es similar. OkCupid descubrió un patrón similar en los datos recopilados de su gran número de usuarios, publicados en 2010: el número medio de parejas sexuales autoinformadas de por vida tanto para hombres homosexuales como heterosexuales fue de seis; sin embargo, una pequeña minoría de hombres homosexuales (2%) tenía una proporción desproporcionada de todas las relaciones sexuales homosexuales autoinformadas (23%). Un estudio de 2007 informó que dos grandes encuestas de población encontraron que «la mayoría de los hombres homosexuales tenían un número similar de parejas sexuales sin protección anualmente que los hombres y mujeres heterosexuales».
El estudio británico del National Survey of Sexual Attitudes and Lifestyles (NATSAL) de 2013 dijo que los hombres homosexuales tenían de media 19 parejas sexuales en su vida. En el año anterior, el 51,8% informó tener 0 o 1 pareja sexual. Otro 21,3% informó tener entre 2 y 4 parejas sexuales, el 7,3% informó tener entre 5 y 9 y el 19,6% informó tener 10 o más parejas sexuales.
Un estudio de 2014 en Australia encontró que los hombres homosexuales tenían una media de 22 parejas sexuales en su vida, aclarando que la pareja sexual significaba cualquier contacto sexual, incluidos los besos. El 30% de los encuestados homosexuales informaron de 0 a 9 parejas en su vida. El 50,1% de los hombres homosexuales informaron tener 0 o 1 pareja en el año anterior, mientras que el 25,6% informó tener 10 o más parejas en el año anterior.
La investigación sobre el comportamiento sexual de los homosexuales puede sobrerrepresentar a encuestados promiscuos. Esto se debe a que los hombres homosexuales son una pequeña parte de la población masculina y, por lo tanto, muchos investigadores se han basado en encuestas de conveniencia para investigar el comportamiento de los hombres homosexuales. Ejemplos de este tipo de muestreo incluyen encuestas a hombres en aplicaciones de citas como Grindr o encontrar voluntarios en bares, clubes y saunas gay. Las encuestas de conveniencia a menudo excluyen a los hombres homosexuales que están en una relación y a los hombres homosexuales que no usan aplicaciones de citas ni asisten a lugares gay. Algunos investigadores informaron que las encuestas de conveniencia británicas y europeas incluyeron aproximadamente cinco veces más hombres homosexuales que informaron «5 o más parejas sexuales» que el estudio NATSAL representativo a nivel nacional. Las encuestas por muestreo de probabilidad son más útiles en este sentido, porque buscan reflejar con precisión las características de la población de hombres homosexuales. Los ejemplos incluyen la NATSAL en el Reino Unido y la Encuesta Social General en los Estados Unidos.
John Corvino ha dicho que muchos opositores a los derechos de los homosexuales a menudo se basan en estadísticas de muestras de conveniencia para respaldar su creencia de que los hombres homosexuales son promiscuos, pero que las muestras representativas más grandes muestran que la diferencia no es grande y que la promiscuidad extrema ocurre en una minoría muy pequeña de hombres homosexuales. El psicólogo John Michael Bailey ha declarado que los conservadores sociales han tomado estas encuestas como evidencia de una naturaleza «decadente» de los hombres homosexuales, pero dice: «Están equivocados. Los hombres homosexuales que son promiscuos expresan un rasgo esencialmente masculino. Hacen lo que la mayoria de hombres heterosexuales hacen con mujeres».

### infecciones de transmisión sexual (ITS)
Algunos investigadores han dicho que la cantidad de parejas sexuales de hombres heterosexuales y homosexuales no explica la infección de VIH que se da en algunos de ellos. Dicen que el sexo sin protección, es el factor de transmisión principal, y el número de parejas sexuales es un factor secundario.

### Ejemplos famosos
Las palabras 'mujeriego', 'playboy', 'semental', 'jugador', 'asesino de mujeres' y 'libertino' pueden usarse en referencia a un hombre que tiene aventuras románticas o relaciones sexuales, o ambas, con mujeres, y que no serán monógamas. Los nombres de seductores reales y ficticios se han convertido en epónimos de hombres tan promiscuos. Los más famosos incluyen a Lord Byron, John F. Kennedy, Jorge IV de Inglaterra, Errol Flynn, Warren Beatty, Hugh Hefner, Wilt Chamberlain, Michael Douglas, Future, Gene Simmons, Howard Hughes y el histórico Giacomo Casanova (1725-1798). 
Otros individuos notables incluyen a Elvis Presley, Frank Sinatra, Dean Martin y Steve McQueen.
Entre los famosos seductores de ficción histórica se encuentran Don Juan, que apareció por primera vez en el siglo XVII, el vizconde de Valmont de la novela Les Liaisons Dangereuses (Las amistades peligrosas) de Choderlos de Laclos, del siglo XVIII, y Lotario de la obra de 1703 de Nicholas Rowe La feria penitente.
Los personajes de ficción más recientes que pueden considerarse mujeriegos incluyen a Tony Soprano, James Bond, Chuck Bass, James T.Kirk, Tony Stark, Glenn Quagmire, Joe Quimby, Sergio Arias, Jordan Belfort, Bruce Wayne, Teodoro Rivas, Charlie Harper, Lando Calrissian, Luke Cage, Sam Malone, Star-Lord, Joey Tribbiani, Kratos, Ezio Auditore, Popeye Doyle,  Donald Draper, Fermín Trujillo, Hank Moody, Arthur "Fonzie" Fonzarelli, Barney Stinson, Tim Riggins, Michael Kelso y Drake Bell].
Durante el período de la Restauración inglesa (1660-1688), el término 'rake' (libertino) se usó con glamour: el libertino de la Restauración es un aristócrata despreocupado, ingenioso y sexualmente irresistible representado por los cortesanos de Carlos II, el Conde de Rochester y el Conde de Dorset, que combinó la vida desenfrenada con la búsqueda intelectual y el patrocinio de las artes. El libertino de la Restauración se celebra en la comedia de la Restauración de las décadas de 1660 y 1670. Después del reinado de Carlos II, y especialmente después de la Revolución Gloriosa de 1688, el libertino se percibió negativamente y se convirtió en el blanco de los relatos moralistas en los que su destino típico fue la prisión de deudores, permanentes enfermedades venéreas y, en el caso de El progreso del libertino de William Hogarth, demencia inducida por la sífilis y el internamiento en Bedlam.

## Promiscuidad femenina

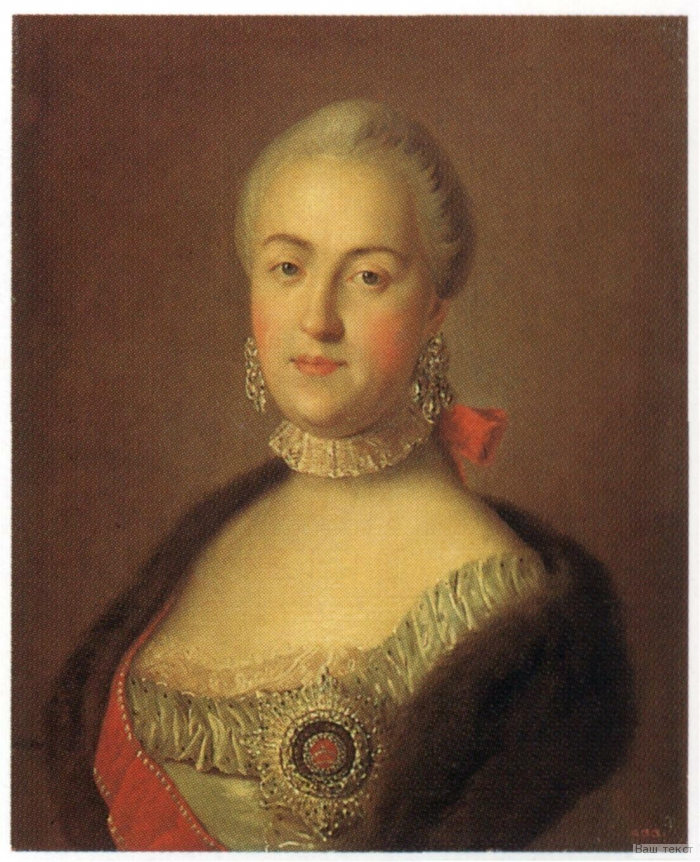
La Emperatriz Catalina II es recordada en la cultura popular por su promiscuidad sexual.

En 1994, un estudio en los Estados Unidos encontró que casi todas las mujeres heterosexuales casadas informaron haber tenido contacto sexual solo con sus maridos, y las mujeres solteras casi siempre informaron no haber tenido más de una pareja sexual en los últimos tres meses. Las lesbianas que tenían una pareja a largo plazo informaron tener menos parejas externas que las mujeres heterosexuales. Una investigación más reciente, sin embargo, contradice la afirmación de que las mujeres heterosexuales son en gran parte monógamas. Un estudio de 2002 estimó que del 45% al 55% de las mujeres heterosexuales casadas mantienen relaciones sexuales fuera de su matrimonio. Si bien las estimaciones para los hombres heterosexuales en el mismo estudio fueron mayores (50-60%), los datos indican que una parte significativa de las mujeres heterosexuales casadas también tienen o han tenido parejas sexuales distintas de su cónyuge.
Una posible explicación de la hipersexualidad es el trauma del abuso sexual infantil (ASI). Muchos estudios han examinado la correlación entre ASI y comportamiento sexual de riesgo. Rodríguez-Srednicki y Ofelia examinaron la correlación de ASI experimentado por mujeres y su comportamiento autodestructivo como adultos utilizando un cuestionario. La diversidad y las edades de las mujeres variaban. Un poco menos de la mitad de las mujeres informaron de ASI, mientras que el resto no informó ningún trauma infantil. Los resultados del estudio determinaron que los comportamientos autodestructivos, incluida la hipersexualidad, se correlacionan con la ASI en las mujeres. ASI puede crear esquemas sexuales que resulten en conductas sexuales de riesgo. Esto puede manifestarse en sus interacciones sexuales a medida que las niñas crecen. Los comportamientos sexuales de las mujeres que experimentaron ASI diferían de los de las mujeres sin exposición a ASI. Los estudios muestran que los sobrevivientes de ASI tienden a tener más parejas sexuales y a participar en conductas sexuales de mayor riesgo.
Desde al menos 1450, la palabra 'puta' se ha utilizado, a menudo de forma peyorativa, para describir a una mujer sexualmente promiscua. En y antes de las épocas isabelina y jacobina, términos como «ramera» y «puta» se usaban para describir a mujeres consideradas promiscuas, como se ve, por ejemplo, en la obra de John Webster de 1612 El diablo blanco.
Thornhill y Gangestad descubrieron que las mujeres son mucho más propensas a fantasear sexualmente y a sentirse atraídas por hombres extraparentes durante la fase fértil del ciclo menstrual que durante la fase lútea, mientras que la atracción por la pareja principal no cambia según el ciclo menstrual. Un estudio de 2004 de Pillsworth, Hasselton y Buss contradijo esto, encontrando una mayor atracción sexual dentro de la pareja durante esta fase y ningún aumento en la atracción por los hombres extra-parejas.

## Evolución
Los psicólogos evolucionistas proponen que una tendencia humana condicional a la promiscuidad se hereda de los antepasados cazadores-recolectores. La promiscuidad aumenta la probabilidad de tener hijos, por lo tanto, la aptitud "evolutiva". Según ellos, la promiscuidad femenina es ventajosa porque les permite a las mujeres elegir padres para sus hijos que tengan mejores genes que sus compañeros, para asegurar un mejor cuidado de su descendencia, tener más hijos y como una forma de seguro de fertilidad. La promiscuidad masculina probablemente fue una ventaja porque permitió a los hombres engendrar más hijos.

## Promiscuidad primitiva
La promiscuidad primitiva o promiscuidad original fue la hipótesis del siglo XIX de que los humanos originalmente vivían en un estado de promiscuidad o «heterismo» antes del advenimiento de la sociedad tal como la entendemos. El heterismo es un estado teórico temprano de la sociedad humana, como postularon los antropólogos del siglo XIX, que se caracterizó por la ausencia de la institución del matrimonio en cualquier forma y en la que las mujeres eran propiedad común de su tribu y en la que los niños nunca sabían quiénes eran sus padres.
La reconstrucción del estado original de la sociedad primitiva o de la humanidad se basó en la idea de progreso, según la cual todas las culturas tienen grados de mejora y se vuelven más complicadas. Parecía lógico suponer que nunca antes los tipos de familias que se desarrollaron simplemente existieron, y en la sociedad primitiva, las relaciones sexuales no tenían fronteras ni tabúes. Este punto de vista está representado, entre otros, por el antropólogo Lewis H. Morgan en La sociedad antigua y citado por la obra de Friedrich Engels El origen de la familia, la propiedad privada y el estado.
En la primera mitad del siglo XX, esta noción fue rechazada por varios autores, por ejemplo, Edvard Westermarck, filósofo, antropólogo social y sociólogo finlandés con un conocimiento profundo de la historia del matrimonio, proporcionó una fuerte evidencia de que, al menos en las primeras etapas del desarrollo cultural, la monogamia ha sido una forma perfectamente normal y natural de convivencia hombre-mujer.
La antropología cultural moderna no ha confirmado la existencia de una promiscuidad total en ninguna sociedad o cultura conocida. La evidencia de la historia se reduce a algunos textos de Heródoto, Estrabón y Solino, que han sido difíciles de interpretar.

## Tipos de promiscuidad
- Promiscuidad activa: Indica una condición sexual psicológica y comportamental de la persona que vive plenamente en la promiscuidad como tal, es decir, una sexualidad libre acorde al hedonismo, el sexo ocasional o casual con varias personas sin ningún tipo de ataduras de ninguna índole (afectiva o económica) y que también puede tener participación activa en orgías, frecuentar prostíbulos y fiestas de tipo sexual.
- Promiscuidad pasiva: Indica una condición sexual psicológica de cualquier persona cuyos actos no siempre son acordes a su sexualidad voluntaria, ya que puede estar condicionada o reprimida por factores culturales, de sociedad, religión, responsabilidad de cualquier tipo o por pudor. Generalmente son más responsables y controlados con su sexualidad permitiendo organizarse teniendo relaciones pasionales y afectivas. La promiscuidad pasiva se asocia muchas veces con la infidelidad, donde pueden presentarse en algunos casos bigamia o poligamia, y que también clandestina u ocasionalmente, cuando se le presenta la oportunidad, actúa como promiscuo activo.

## Riesgos
Una revisión sistemática del 2006 (donde se analizaron datos provenientes de 59 países) no encontró ninguna asociación entre las tendencias regionales en el comportamiento sexual (como, por ejemplo, el número de parejas sexuales) y el estado de salud sexual. Se encontró que factores socioeconómicos tales como la pobreza y la movilidad social son mucho más útiles para predecir el estado de salud sexual. Otros estudios han sugerido que las personas que tienen múltiples parejas sexuales casuales tienen probabilidades más altas que se les diagnostique una infección de transmisión sexual.

## Historia y religión
Para la mayoría de las religiones, la promiscuidad es una de las actitudes contrarias a la castidad, pero no solo la única. A la castidad se oponen también la lujuria, la masturbación, la fornicación, la pornografía, la prostitución y la violación. En el ámbito social y moral se considera lo contrario a la monogamia, aunque también existe el término bigamia que está permitida en escasas religiones y que la RAE lo define como: «casado con dos personas a la vez». Por ello podría asumirse que una persona promiscua mantiene relaciones sexuales con más de una persona —su cónyuge— en el caso de la Doctrina de la Iglesia Católica, o dos en otras religiones. 
Promiscuidad es un término que puede variar entre culturas y que ha variado también en la historia y en el tiempo. Para religiones como el cristianismo, el islamismo o el judaísmo, la promiscuidad es un acto escandaloso, ya que estas valoran el matrimonio. No todas las religiones comparten esta opinión: el budismo tiene una visión distinta al sexo e incluso a la prostitución. El Islam permite, de acuerdo con el Corán, que los varones tengan hasta 4 esposas, aunque esto no se considera promiscuidad, porque  el hombre debía mantenerlas a todas por igual.
En la cultura popular occidental la actitud es variable, no así el sentido moral y ético de los actos que son principios de derecho natural. En los programas televisivos como la serie estadounidense Sex and the city, se presenta la promiscuidad como algo normal en la vida diaria.

La promiscuidad se ha practicado en las comunidades hippies y otras subculturas alternativas desde la década de 1960.

## Otros animales
Muchas especies animales, como los bonobos y los chimpancés, son promiscuas por regla general; no forman enlaces de pareja. Aunque la monogamia social ocurre en aproximadamente el 90% de las especies de aves y aproximadamente el 3% de las especies de mamíferos, se estima que el 90% de las especies socialmente monógamas exhiben promiscuidad individual en forma de cópula fuera del vínculo de pareja.
En el mundo animal, ahora se sabe que algunas especies, incluidas aves como los cisnes y peces como Neolamprologus pulcher, que antes se creía monógamas, participan en copulaciones extrapares. Un ejemplo de fertilización extrapareja (EPF) en aves son las bijiritas azules de garganta negra. Aunque es una especie socialmente monógama, tanto machos como hembras participan en EPF.
El paradigma Darwin-Bateman, que establece que los machos suelen estar ansiosos por copular mientras que las hembras son más selectivas sobre con quién aparearse, ha sido confirmado por un metaanálisis.